# オクラホマ準州

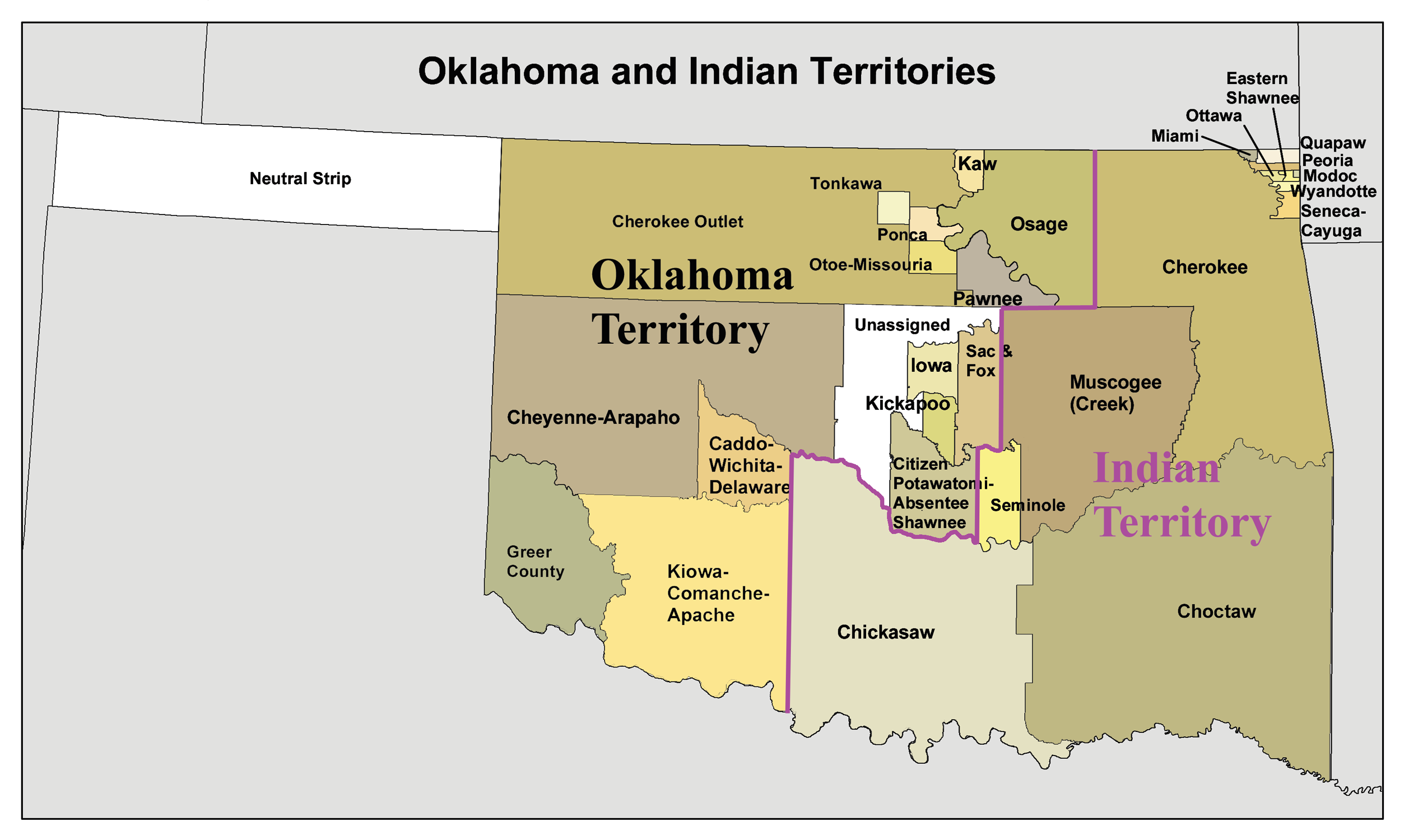
オクラホマ準州とインディアン準州、1890年代

オクラホマ準州（英：Oklahoma Territory）は、1890年5月2日から1907年11月16日にアメリカ合衆国46番目のオクラホマ州となるまで存在したアメリカ合衆国の自治的領域である。現在のオクラホマ州の西部を構成していた。東部はインディアン準州の最後に残った部分だった。

## 歴史

### 組織
オクラホマ準州ができるまで、この領域は先住民族（インディアン）に排他的に使われていた。しかし、1866年、南北戦争の終戦から間もなく、連邦政府はインディアン準州の多くの種族に譲歩を強いることになった。ワシントンD.C.は先住民族が連邦を結成することで既存の条約に違背していると非難した。その結果、インディアン準州の中央部200万エーカー (8,000 km2)ほどがアメリカ合衆国に割譲された。大衆紙はこの広大な土地を未割付の土地あるいは「オクラホマ」と呼び始め、大衆にブーマー（景気を煽る人）としてその入植を扇動し始めた。ラザフォード・ヘイズ大統領はその土地への入植を妨げるために1879年4月、インディアン準州に不法に入ることを禁じる宣言を発した。

### デイビッド・ペインとブーマー
連邦政府の妨害にも拘らず、その土地に対する大衆の要求は止まなかった。デイビッド・L・ペイン大尉はオクラホマを白人開拓者に開放する案の主要な支持者の一人だった。ペインはカンザス州に旅してブーマーの「植民協会」を設立した。ペインの組織は未割付の土地に白人植民地を樹立することを期待し、会員を1万人ほど集めた。この集団の形成によって、ヘイズ大統領は1880年2月12日に、ペインにインディアン準州内に入らないように命令する宣言を発することになった。ペインとその集団はこれに反応して、オクラホマシティの東、未割付の土地内にあるキャンプ・アリスに行った。そこで彼等は都市の計画を作り、「ユーイング」と名付けた。しかし、第4騎兵隊が彼等を逮捕し、レノ砦に連行した後で、カンザス州に戻らせた。公法（民警団法）では軍隊が民事問題に介入することを禁じていたのでペインは激怒した。ペインとその一党は釈放され、実質的に裁判所への出訴も否定された。
ペインと大きな集団は法廷での訴訟の成り行きを心配しつつも7月にはまたユーイングに戻った。軍隊が再度この一党を逮捕し、カンザスに送り返した。彼等はまた解放されたが、今回はアーカンソー州フォートスミスでの裁判に移行した。ペインは不法侵入で「インディアン交流法」に触れると告発された。アイザック・パーカー判事はペインを有罪と裁定し、最大1,000ドルの科料を言い渡した。ペインは金も資産も無かったので、その科料は集められなかった。しかし、この判決は公有地の問題については何も解決していなかったので、ペインは衰えることなくその活動を継続した。その後も数回遠征隊を組織し率いて領内に入った。
ペインはその公判後も3回未割付の土地に入ろうとした。12月、ペインとその集団はインディアン準州の北側境界に沿って移動した。その後をJ・J・コピンガー大佐が指揮する騎兵隊が付けた。コピンガー大佐はペインに、もし境界を越えたらば「強制的に退去させる」と警告した。人々がペインの側に加わり、ブーマーの数が増えたので、ヘイズ大統領にインディアン準州に入る許可を求める使者が送られた。返事が無いままに数週間が過ぎ、ペインはその追随者を率いて未割付の土地に入った。この時も彼等は逮捕されペインはフォートスミスに戻された。ペインは有罪とされ、また1,000ドルの科料を宣告された。ペインは釈放されるとカンザスに戻り、オクラホマを開放させるためにさらに4年間を費やした。
ペインの最後の試みは1884年のチェロキー・アウトレットに入った時であり、軍隊が再度彼を逮捕した。軍隊はペインをカンザスに連れて行く代わりに、複雑な経路を肉体的に厳しい環境の中でフォートスミスまで数百マイルも引っ張りまわした。軍隊の手によるペインの虐待について大衆の同情が大きくなり、政府は遂にその裁判を認めた。ペインはカンザス州トピカの連邦地区裁判所に回された。秋の公判期で、カシアス・G・フォスター判事は起訴を却下し、未割付の土地に入植することは刑法に触れないと裁定した。ブーマーの間で喜びに溢れた祝いが沸き起こった。しかしその喜びも束の間だった。連邦政府が判決の受け入れを拒否した。
ペインは即座に次の遠征を計画したが、それを率いることは無かった。1884年11月28日カンザス州ウェリントンでブーマー達に深夜の演説をした翌朝、ペインは倒れて死んだ。

### ウィリアム・カウチと開放
ペインの死後、その仲間のウィリアム・L・カウチがその指導者の役割を継いだ。1884年12月、カウチはブーマーと共にインディアン準州に移動し、12月12日にキャンプ・スティルウォーターを設立した。チェスター・A・アーサー大統領は小さな分遣隊を派遣して、カウチを準州外に送り出そうとした。しかし兵士達が到着した時、200人の武装した男達が軍隊を出迎え、移動を拒否した。軍隊の増援600名が到着し、ブーマー達は48時間以内に出て行くか攻撃されるかの選択を迫られた。ブーマー達が退去を拒むと、軍隊の指揮官は部隊をカンザス州境をこえて動かし、カウチの供給線を遮断した。間もなくカウチ達の食糧が尽き、カウチとブーマー達はカンザスに送り返された。
連邦政府はカウチ達を差別しているというカウチの申立に反応して連邦議会は1885年3月3日、1885年のインディアン配分法を承認した。この法はクリーク族、セミノール族およびチェロキー族インディアンに属する占有されていない土地の割譲について交渉を認めた。カウチが植民者になることを止めロビイスト（院外活動をする人）になったのはこの時点だった。
カウチはオクラホマを解放させるためにワシントンD.C.で4年間を過ごした。しかし、多くの血気にはやる文明化五部族のインディアンもカウチの行動に反対するロビー活動を行った。事態が変化したのは1889年1月になってのことだった。プレザント・ポーターがクリーク族インディアンの集団を率い、彼等の占有されていない土地を売却すると提案した。数週間のうちに未割付の土地は合衆国に売却された。これらの土地はインディアン準州の中心部に300万エーカー (12,000 km2)を少し下回る規模のものだった。
1889年3月2日、連邦議会は1889年のインディアン配分法の修正条項を可決し、オクラホマと呼ばれる未割付の土地をホームステッド法による開拓に開放することを定めた。ベンジャミン・ハリソン大統領は、4月22日にランドラン（走りこみ）によってオクラホマを開放することを宣言した。ランドランは正午に開始され、21歳以上の全ての人々に開放されることとされた。

### ランドランとスーナー

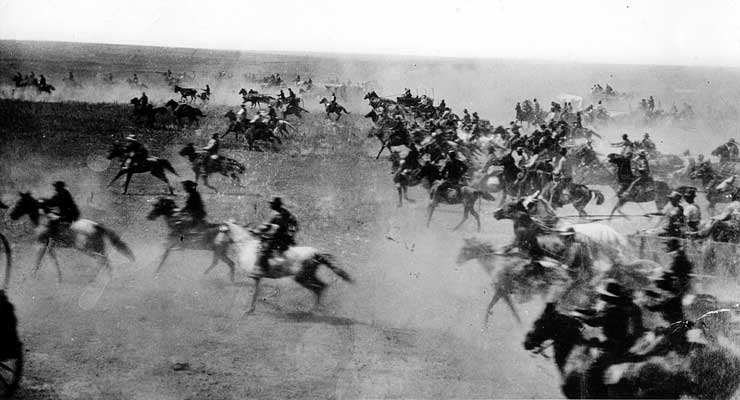
1889年のランドラン

オクラホマは1889年のランドランにより4月22日に白人開拓者に開放された。準州の歴史で初めてのランドランだった。初日に5万人以上の人々がこの土地に入り、その中には数千人の元奴隷や奴隷の子孫も含まれていた。カウチとそのブーマー達はこの時14,000人にもなっており、やはり競走に参加した。競走が正式に始まる前にオクラホマに入った者達はスーナーと呼ばれることになった。
競走が正午に始まると、何千という馬、四輪荷馬車、軽装馬車、二輪馬車などがオクラホマ中に飛び出した。法律の順守者は幾つかの場合にスーナー達と戦った。ウィリアム・カウチ自身もスーナーであり、法遵守の開拓者に鉄砲で撃たれて負傷した。カウチはその時の傷がもとで1890年4月21日に死んだ。
競走が終わると、土地所有権が取れなかった多くの開拓者は地域から去らされた。14,000人のブーマーの中でわずか1,000人が土地所有権を得た。オクラホマシティ、キングスフィッシャー、エル・レノ、ノーマン、ガスリーおよびスティルウォーターで、テントの都市が一晩で出現し、そこが最初の開拓地になった。

### 準州初期
土地の開放を決めた簡潔な法ではオクラホマにおける政府の形まで決めていなかった。土地の警察や裁判所も無く、連邦軍が法の執行を行い、アイザック・パーカー連邦判事の下に合衆国地区裁判所アーカンソー西地区が唯一の刑法と民法を司る機関だった。それにも拘らず、この地区は概して平和だった。大半の土地紛争は流血無しに解決され、ほんの数件が解決までに数年を要した。1年間オクラホマ準州の人々は半分自治の状態だった。この機関の唯一の政府は申し合わせで造られて維持され、無法や違法も無く、資産や生命はいつも適切に守られた。
翌1890年5月2日、連邦議会はオクラホマ基本法を成立させ、インディアン準州の西半分をオクラホマ準州に組織化した。東半分はインディアン準州として、インディアン、特に文明化五部族の支配下に残った。連邦議会はオクラホマ準州に、「誰もいない土地」(No Man's Land)と呼ばれた3,681,000エーカー(14,900 km2)の帯状の土地を組み込み、ビーバー郡となった。1890年9月、オクラホマ準州東部のソーク族およびサック族連合、アイオワ族、およびポタワトミー族居留地 1,282,434エーカー (5,190 km2)が開拓者に開放された。翌年春、準州中央部のシャイアン族とアラパホ族の土地4,397,771エーカー(17,797 km2)が開放された。1893年9月16日、チェロキー・アウトレットが開放され、ケイ郡、グラント郡、ウッズ郡、ウッドワード郡、ガーフィールド郡、ノーブル郡およびポーニー郡がその中の 6,014,239エーカー(24,339 km2)の土地から創られた。1895年、キカプー族居留地206,662エーカー (836 km2)が開拓され、翌年テキサス州の一部と考えられていたグリア郡が合衆国最高裁判所の判決でオクラホマ準州に与えられた。これら全てにカイオワ族、コマンチェ族、アパッチ族およびウィチタ族居留地が開放され、オクラホマ準州の開拓地は 24,000,000エーカー (97,000 km2)となり、そのうち1,725,646 エーカー (6,983 km2)がインディアン居留地に組み込まれていた。

### 州昇格への歩み
オクラホマ準州は1890年から1907年まで存在した。この間、7人の知事（および2人の知事代行）が準州を管理した。その17年間の間に、インディアン準州に端を発する州昇格の考え方が発展したために取り立てて大きなことは起こらなかった。知事の大半はほんの数ヶ月その職にあっただけであり、唯一長引いた課題と言えばオクラホマ大学、セントラル・オクラホマ大学（当時は準州師範学校と呼ばれた）およびオクラホマ州立大学（当時はオクラホマ農業・機械学校と呼ばれた）の創設だった。準州唯一の真の目的は自治的領域から州への移行政府として機能することだった。
インディアン準州の州昇格を確実にする運動はユーフォーラで会議を開いた1902年に始まり、文明化五部族の代表が出席した。この代表は1903年に再度集まり、憲法制定会議の招集を決めた。
セコイヤ憲法制定会議は1905年8月21日にマスコギーで開かれた。クリーク族の大酋長プレザント・ポーター将軍が会議の議長に選ばれた。選出された代議員達は文明化五部族の行政官が副議長として指名されることを決めた。チェロキー族の大酋長ウィリアム・C・ロジャーズ、チカソー族知事のダグラス・H・ジョンストンにチカソー族を代表するよう指名されたウィリアム・H・マーレイ、チョクトー族酋長のグリーン・マクカーテン、セミノール族酋長のジョン・ブラウン、およびクリーク族を代表するように選ばれたチャールズ・N・ハスケルだった（ポーター将軍が議長に選ばれた）。
この会議は憲法を起草し、政府組織の計画を書き上げ、設立させる郡をしめす地図をまとめ、また州昇格を請願するために合衆国議会に送る代議員を選出した。会議の提案はインディアン準州内で住民投票に付され、圧倒的な支持を得た。
代議員団はワシントンで冷たい対応を受けた。東部の政治家達は西部州が2つ増えることの受け入れを恐れ、疑いも無く「インディアン」の州を認めたがらず、セオドア・ルーズベルト大統領に圧力を掛けたが、ルーズベルトはインディアン準州とオクラホマ準州が1つの州としてのみ州昇格を認められると裁定を下した。
しかし、セコイヤ州憲法会議の懸命の努力は完全に失われた。翌年、インディアン準州の代表たちがガスリーでオクラホマ州憲法会議と合流した時、彼等は彼等の憲法の知識を持ってきた。セコイヤ憲法は大部分が1907年に2つの準州が合併してできるオクラホマ州の憲法の基礎となった。
準州知事フランク・フランツは準州から州への移行を監督した。フランツは初代州知事として勤めるための共和党候補に選ばれた。1907年9月17日の選挙では民主党のチャールズ・N・ハスケルと対決した。この選挙ではオクラホマ憲法も提案された。憲法は承認され、ハスケルが知事に当選した。オクラホマの人々が1907年11月16日にアメリカ合衆国憲法を採択すると、オクラホマ準州とインディアン俊秀は公式に解体され、オクラホマ州が合衆国第46番目の州として認められた。

## 政府
1890年の基本法の成立で、準州政府が設立された。準州政府には憲法がなく、それを作る基本法の節があっただけであり、これが政府文書に準じるものとなった。基本法では準州の完全な組織を規定し、準州政府の機能を定義し、議会の行動と職員の行動に制限を課した。
連邦議会は大衆によって選ばれる立法府の創設を規定したが、行政府と司法府は合衆国大統領によって選ばれ指名された。

### 立法府
基本法は大衆によって選ばれる議会を要求したが、両院制という要求事項以外の構成に関する言及は無かった。初代準州知事ジョージ・ワシントン・スティールが職に就いたとき、この問題を提起した。スティールは1890年7月8日に執行命令を発し、両院制の議会を選出することを要求した。下院は26名の議員で、上院は13名の議員で構成されることになった。選挙は8月5日と設定された。議会は8月12日に招集されたが、選出された議員の死去に伴い特別選挙が公示され、議会の招集は8月27日まで延期された。
準州議会で成立した法律は効力を発揮するために連邦議会の同意を必要としなかった。その法は通常の州議会で成立した法と同じ力を有した。しかし、連邦議会の法は準州議会で法制化された法律を撤廃することができた。準州議会の唯一の制約は基本法だった。

### 行政府
行政府は準州知事、書記官および地区検事、あるいは検事総長で構成された。知事は執行権限を与えられ準州における連邦政府の象徴として勤め、準州民兵隊と準州内連邦軍の総司令官だった。基本法のネブラスカ法典に規定されるように、郡の境界を定め、郡庁所在地を指名し、また郡役人を指名するのが知事の義務だった。この法典は第一準州議会の散会まで有効であった。書記官は知事の補佐として務め、知事不在の場合には、新しい知事が指名されるまで知事代行を務めるものとされた。検事総長は知事に法的忠告を行い、準州内で法を執行させる首席の役人として務めた。

### 司法府
司法府は準州最高裁判所であり、3人の判事、すなわち1人の首席判事と2人の陪席判事で構成された。最高裁判所は広い司法権を与えられた。合衆国連邦裁判所として機能するだけでなく、準州議会で法制化された法典の下で起こるあらゆる裁判（民法と刑法の両方）にまで拡げられた。裁判所は1日の半分を連邦裁判所とし、残り半分を準州裁判所とした。また最高裁判所としても機能し、準州下級裁判所から上訴された事件を審問した。

### 準州知事
| 代 | 氏名                                 | 就任年 | 退任年 | 党     | 指名者                   | 写真 |
| -- | ------------------------------------ | ------ | ------ | ------ | ------------------------ | ---- |
| 1  | ジョージ・ワシントン・スティール     | 1890   | 1891   | 共和党 | ベンジャミン・ハリソン   |      |
| 2  | ロバート・マーティン                 | 1891   | 1892   | 共和党 | 知事代行                 |      |
| 3  | エイブラハム・ジェファーソン・シェイ | 1892   | 1893   | 共和党 | ベンジャミン・ハリソン   |      |
| 4  | ウィリアム・ケアリー・レンフロー     | 1893   | 1897   | 民主党 | グロバー・クリーブランド |      |
| 5  | カシアス・マクドナルド・バーンズ     | 1897   | 1901   | 共和党 | ウィリアム・マッキンリー |      |
| 6  | ウィリアム・ミラー・ジェンキンス     | 1901   | 1901   | 共和党 | ウィリアム・マッキンリー |      |
| 7  | ウィリアム・C・グリムズ              | 1901   | 1901   | 共和党 | 知事代行                 |      |
| 8  | トンプソン・ベントン・ファーガソン   | 1901   | 1906   | 共和党 | セオドア・ルーズベルト   |      |
| 9  | フランク・フランツ                   | 1906   | 1907   | 共和党 | セオドア・ルーズベルト   |      |

## オクラホマ準州に組み込まれた土地
- オールド・オクラホマ 、1889年4月22日にランドランで開放
- オクラホマ・パンハンドル、1890年5月2日に基本法で割付
- アイオワ族居留地、September 22, 1891年9月22日にランドランで開放
- ソーク族およびサック族連合居留地、1891年9月22日にランドランで開放
- トンカワ族居留地、1891年分配
- ポタワトミー族およびショーニー族居留地、1891年9月22日にランドランで開放
- シャイアン族、アラパホ族居留地、1892年4月19日にランドランで開放
- チェロキー・アウトレット、1893年9月17日にランドランで開放
- キカプー族居留地、1896年5月4日にランドランで開放
- グリア郡March 16, 1896年3月16日に公式にオクラホマ準州に割付（1895年5月23日最高裁判決でテキサス州から分離）
- コマンチェ族、カイオワ族およびアパッチ族居留地、1901年6月9日から8月6日に抽選
- ウィチタ族およびカド族居留地、1901年6月9日から8月6日に抽選
- ポンカ族、およびオトー族-ミズーリア族居留地、1904年分配
- コー族居留地、1906年分配
- オセージ族居留地、1906年分配
- ビッグ・パスチュア、1906年入札